# Les Copains d'Eddie Coyle
Pour plus de détails, voir Fiche technique et Distribution.
Les Copains d'Eddie Coyle (The Friends of Eddie Coyle) est un film américain réalisé par Peter Yates, sorti en 1973 et adapté du roman The Friends of Eddie Coyle (en) de George V. Higgins.

## Synopsis
Eddie Coyle est un bandit sans envergure qui vit de petits boulots, de trafic d'armes et de contrebande.  Pour échapper à une condamnation et éviter de finir ses jours derrière les barreaux il accepte de travailler comme indicateur pour Dave Foley, un agent du FBI.

## Fiche technique
- Titre original : The Friends of Eddie Coyle
- Titre français : Les Copains d'Eddie Coyle
- Titre français alternatif : Adieu mon Salaud
- Réalisation : Peter Yates
- Scénario : Paul Monash (en)
- D'après le roman The Friends of Eddie Coyle (en) de George V. Higgins
- Production : Paul Monash, Charles Maguire
- Images : Victor J. Kemper
- Musique : Dave Grusin
- Genre : Film Noir / Film de Gangsters
- Pays de production :  États-Unis
- Durée : 102 minutes
- Date de sortie :
  - États-Unis : 27 juin 1973
  - France : 14 juillet 1993

## Distribution
- Robert Mitchum (VF : Jean-Claude Michel) : Eddie Fingers (le Pianiste en VF) Coyle
- Peter Boyle (VF : Roger Lumont) : Dillon
- Richard Jordan (VF : Jean-Luc Kayser) : Dave Foley
- Steven Keats (VF : Michel Mella) : Jackie Brown
- Alex Rocco (VF : Michel Barbey) : Jimmy Scalise
- Helena Carroll : Sheila Coyle
- Joe Santos : Artie Van
- Mitch Ryan : Waters
- Margaret Ladd : Andrea
- Matthew Cowles (VF : Daniel Lafourcade) : Pete
- Peter MacLean : M. Partridge
- Jack Kehoe (VF : Gérard Berner) : Le barbu